# غيرغيلي كيس
غيرغيلي كيس (Gergely Kiss) هو لاعب أولمبي لرياضة كرة الماء من المجر. شارك في الأولمبياد الصيفي في 2000–2008، وفاز بما مجموعه 3 ميداليات.

## الميداليات
| ذهب | فضة | برونز | المجموع |
| 3   | 0   | 0     | 3       |

## روابط خارجية
- غيرغيلي كيس على موقع الاتحاد الدولي للسباحة (الإنجليزية)
- غيرغيلي كيس على موقع الاتحاد المجري لكرة الماء (الهنغارية)
- غيرغيلي كيس على موقع قاعة مشاهير السباحة العالمية (الإنجليزية)
- غيرغيلي كيس على موقع اللجنة الأولمبية الدولية (الإنجليزية)
- غيرغيلي كيس على موقع أوليمبيديا (الإنجليزية)
- غيرغيلي كيس على موقع اللجنة الأولمبية المجرية (الهنغارية)